# 郭嘉峰
郭嘉峰（1991年8月1日—），出生于中国广东省广州市，综艺节目、网络剧节目主持人。高中就读于广东番禺中学，及後毕业于广州大学。2011年在南方少儿频道做实习主持，名为“橙子哥哥”。剛開始於南方电视台综艺频道娱乐报道栏目《桌桌有娱》，2013-2015年主演广东广播电视台TVS3综艺频道的时尚轻喜剧《同居男女》系列,2016年主持一本正经工作室互联网粤语脱口秀《疯狂粤语》，2017年主持川上传媒粤语脱口秀《粤知一二》，2018年主持粵語脫口秀《粵知世界盃》。